# Rolando Irusta
Rolando Hugo Irusta (Buenos Aires, 27 marzo 1938 – Azul, 31 gennaio 2012) è stato un calciatore argentino, di ruolo portiere.

## Carriera

### Club
Cresciuto nel River Plate, nel 1962 passò al Lanús, dove giocò 132 partite in cinque stagioni.
Nel 1967 venne acquistato dall'Huracán, con la cui maglia giocò 4 partite.
Finì la carriera nell'Excursionistas, ritirandosi nel 1971.

### Nazionale
Con la Nazionale di calcio dell'Argentina partecipò al Mondiale di Inghilterra 1966, ma senza scendere in campo con la maglia albiceleste.